# رنگین‌کمان (فیلم ۱۹۷۸)
«رنگین‌کمان» (انگلیسی: Rainbow) فیلمی در ژانر زندگینامه‌ای به کارگردانی جکی کوپر است که در سال ۱۹۷۸ منتشر شد.

## بازیگران
- دان مورای
- مایکل پارکس
- پایپر لوری
- رو مک‌کلاناهان
- جک کارتر
- مارتین بالسام
- استنلی کامل